# Karlatornet
Karlatornet (dobesedno 'Karlov stolp', sprva imenovan Polstjärnan) je nebotičnik, ki ga je dokončalo podjetje Serneke v Lindholmenu v Göteborgu na Švedskem. Stolp je dosegel svojo končno višino 246 metrov junija 2023. Ima 74 nadstropij nad tlemi. Stavba je bila dokončana jeseni 2024.
Arhitekturno podjetje stavbe je Skidmore, Owings and Merrill, zgradilo pa jo je podjetje Serneke Group AB. Prvi prebivalci pa so se vanjo začeli vseljevati avgusta 2023.
Stavba je dosegla 246 metrov višine in je najvišja stavba v Skandinaviji in nordijskih državah. 22. septembra 2022 je stolp dosegel ta mejnik s 193 metri in uradno presegel Turning Torso v Malmöju.
V zgodnji fazi je bil proračun stavbe ocenjen na približno 4 milijarde švedskih kron, vendar so po številnih spremembah, vključno s povečanjem višine, končni stroški znašali 5,8 milijarde švedskih kron oziroma 525 milijonov USD (takratni menjalni tečaj).
Karlatornet ima 5 dvigal, ki jih je zasnoval finski proizvajalec dvigal Kone. Dve dvigali imata največjo hitrost 6 m/s, preostala tri pa dosežejo največjo hitrost 8 m/s. V času gradnje so bila to najhitrejša dvigala na Švedskem.
Karlatornet je ena od 9 stavb, ki bodo tvorile Karlastaden (dobesednoKarlovo mesto). Druge stavbe so:
- Kasiopeja, 147 m 43 nadstropij
- Auriga, 125 m 36 nadstropij[15]
- Virgo, 27 nadstropij
- Capella, 17 nadstropij
- Lynx, 17 nadstropij[16][17]
- Aries, 12 nadstropij
- Kalisto, 7 nadstropij

Karlatornet z okoliškimi stavbami se imenuje Karlastaden (dobesedn: Karlovo mesto). Skupna površina Karlastadena je 270.000 kvadratnih metrov. V njem so stanovanja, šole, telovadnice, visokošolske ustanove, hoteli, pisarne, restavracije in zdravstvene klinike.

## Hotel
Karlatornet ima hotel Strawberry s 300 sobami in več konferenčnimi prostori, restavracijami, telovadnicami in spa centrom. Skupna površina hotela je 17.500 kvadratnih metrov (188.000 kvadratnih čevljev).